# Back Bay
Pour les articles homonymes, voir Back.
Back Bay est un quartier de Boston, dans le Massachusetts aux États-Unis, renommé pour ses rangées de maisons de pierre brune victoriennes. Il est considéré comme l'un des exemples les mieux conservés de l'aménagement urbain du XIXe siècle aux États-Unis, ainsi que de nombreux bâtiments individuels ayant un intérêt architectural et culturel important comme la Bibliothèque publique de Boston. C'est aussi une destination commerciale de Boston (surtout les rues Newbury et Boylston et les centres commerciaux Prudential Center et Copley Place) et s'y trouvent aussi certains des plus hauts immeubles de bureaux de Boston, tel le Hynes Convention Center, et de nombreux grands hôtels. 
Avant un projet colossal de remblaiement du XIXe siècle, ce qui est aujourd'hui le quartier de Back Bay était une baie. En 2014, avec le quartier voisin de Beacon Hill, c'est l'un des deux quartiers résidentiels les plus chers de Boston. Le revenu moyen en 2009 s'élevait à 83 485 dollars avec 20,1 % de la population avec un revenu supérieur à 200 000 dollars.
L'Association de quartier de Back Bay considère que les limites du quartier devraient être la rivière Charles au nord ; d'Arlington Street à Park Square à l'est ; de Columbus Avenue à the New York New Haven et Hartford, Huntington Avenue, Dalton Street et le Massachusetts Turnpike au sud ; Charlesgate East à l'ouest.

## Histoire

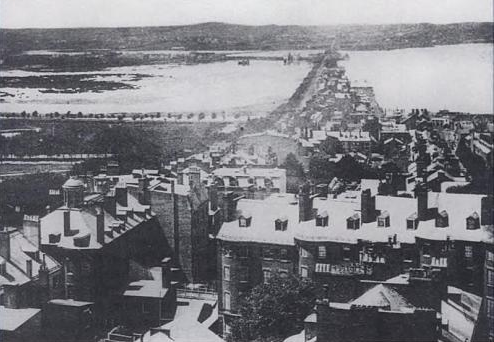
Vue de Back bay en 1858.

Avant sa transformation en terrains constructibles par un projet d'urbanisation du XIXe siècle, le quartier de Back Bay était littéralement une baie, à l'ouest de la péninsule de Shawmut (de l'autre côté de Boston Harbor) entre Boston et Cambridge, la Rivière Charles entrant par l'ouest. Cette baie était soumise aux marées : l'eau montait et descendait de plusieurs mètres au cours de la journée, et à marée basse le lit de la baie était marécageux. Dès 5200 av. J.-C., les Amérindiens ont construit des barrages de poissons, qui ont été découverts lors de la construction du métro en 1913.
En 1814, Boston et Roxbury Mill Corporation avait le projet de construire un mini-barrage (Milldam), qui devait aussi servir de route à péage reliant Boston à Watertown, contournant le Boston Neck. Cependant, le projet a été un échec économique et en 1857 un projet de grande envergure a commencé à remblayer la zone délimitée par le barrage.
La firme Goss et Munson construisit un chemin de fer supplémentaire dont les voies partaient des carrières à Needham distantes de 14 kilomètres. Vingt-cinq trains de 35 voitures arrivaient toutes les 24 heures avec du gravier et autres matériaux, à un rythme d'un train toutes les 45 minutes. 
L'achèvement du barrage de la rivière Charles en 1910 a transformé l'ancien estuaire Charles en un bassin d'eau douce. L'Esplanade a depuis subi plusieurs changements, y compris la construction de Storrow Drive.

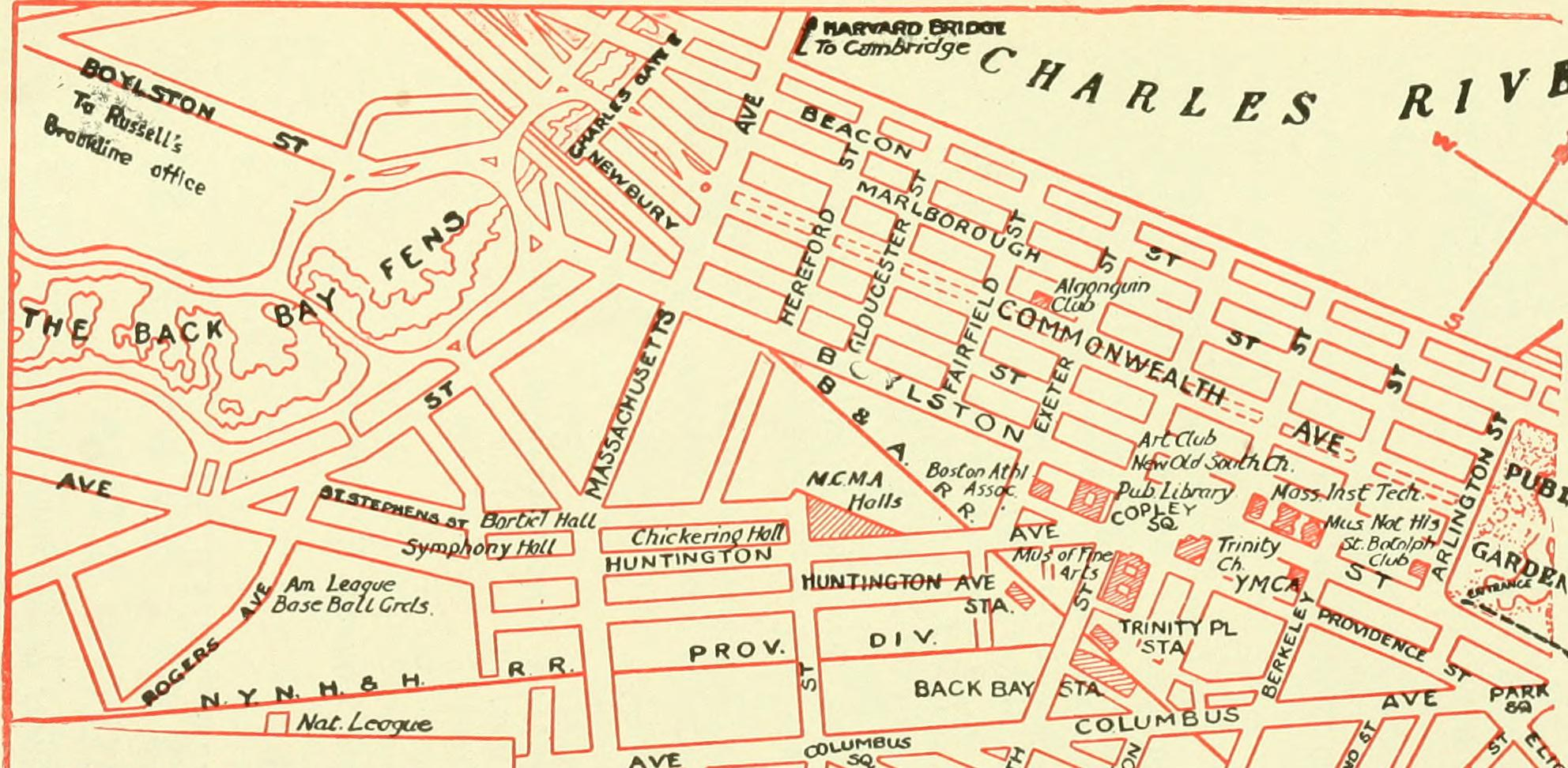
Plan partiel du quartier en 1905.

## Démographie
Au recensement de 2010 (census 2010) la population du quartier s'élevait à 18 088 habitants contre 17 952 au recensement de 2000 soit une très faible augmentation de 0,8 %. Cette population est très majoritairement blanche (82,3 %), les Asiatiques sont le deuxième groupe (10 %), et les Noirs le troisième (4,1 %). Le nombre de maisons est de 18 088 contre 11 708 en 2000 soit une hausse de 4,8 %. Cette hausse entraîne une baisse du taux d'occupation à 86,8 % contre 92,6 % en 2000. 
Le revenu moyen en 2009 s'élevait à 83 485 dollars, avec 9,4 % de la population ayant un revenu inférieur à 10 000 dollars et surtout 20,1 % supérieur à 200 000 dollars.

## Architecture du quartier

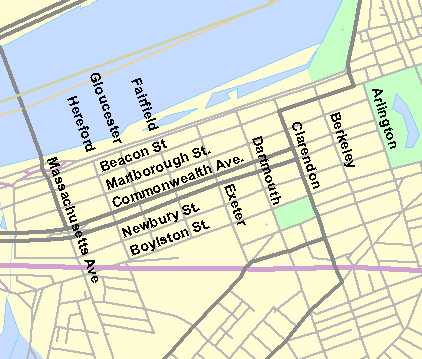
Plan de Back Bay.

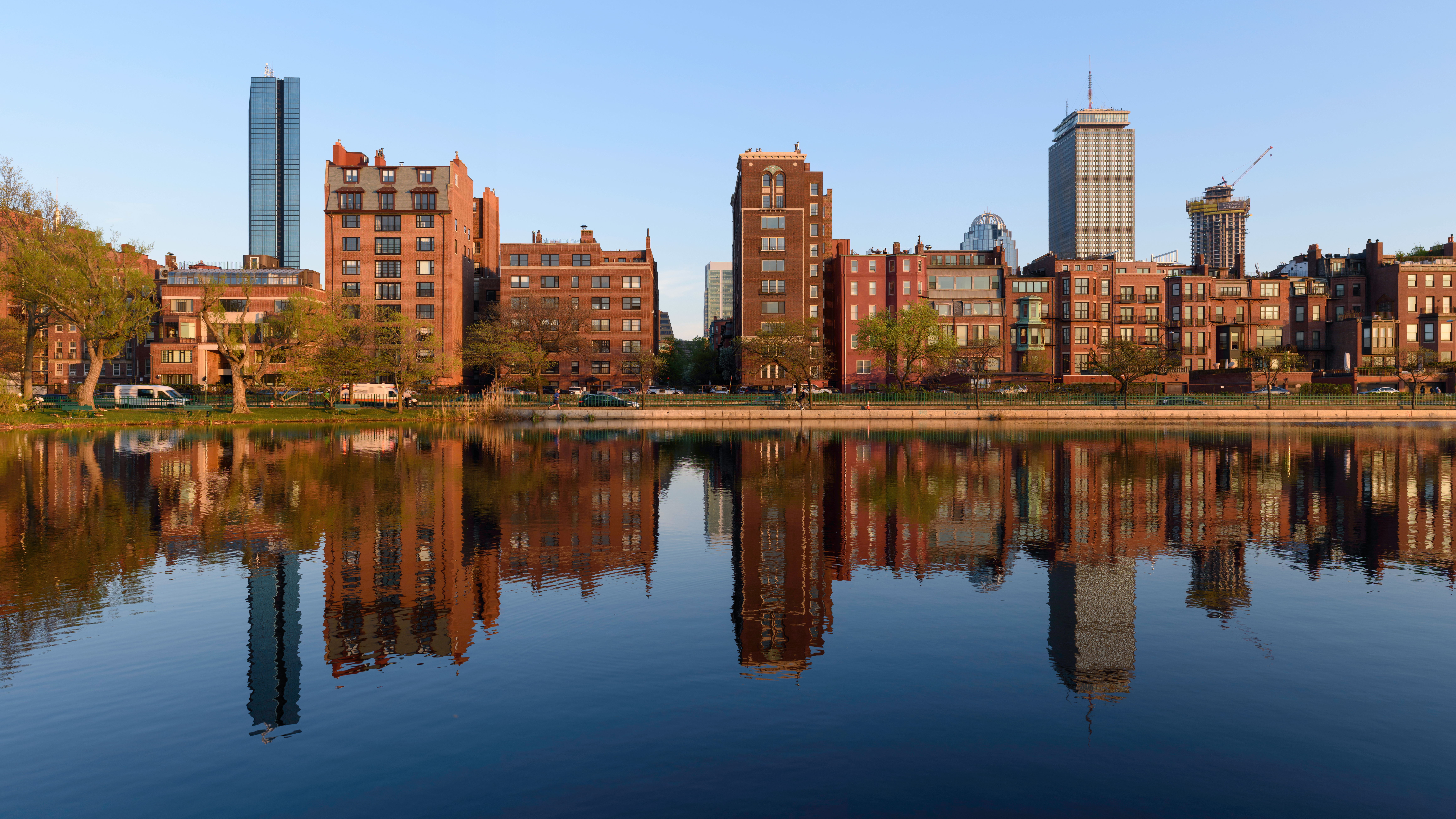
Back Bay au niveau de Charles River Esplanade, ses batiments se reflétant dans l'eau du Storrow Lagoon. Mai 2018.

Le plan de Back Bay, par Arthur Gilman (en) de l'entreprise Gridley James Fox Bryant, a été grandement influencé par les travaux de rénovation d'Haussmann de Paris, avec de larges avenues parallèles bordées d'arbres. Il ne ressemble à rien vu dans d'autres quartiers de Boston. Cinq axes est-ouest — Beacon Street (plus proche de Charles), Marlborough Street, Avenue du Commonwealth (en fait deux voies à sens unique flanquant la piétonne bordée d'arbres Commonwealth Avenue Mall), Newbury Street et Boylston street — sont coupées à intervalles réguliers dans le sens nord-sud par des rues transversales : Arlington (le long de la bordure ouest du Jardin public), Berkeley, Clarendon, Dartmouth, Exeter, Fairfield, Gloucester et Hereford. 

### Copley Square
Copley Square est une place du quartier de Back Bay à Boston située entre la bibliothèque publique de Boston, Trinity Church et la John Hancock Tower et comprend de nombreux autres bâtiments remarquables. 
- Trinity Church. Cet édifice est l'œuvre maîtresse de Henry Hobson Richardson et du style roman richardsonien. L'édifice est inscrit le 1er juillet 1970 au Registre national des lieux historiques sous le numéro 70000733 et est un National Historic Landmark.
- Le Musée des beaux-arts de Boston est l'un des plus grands musées des États-Unis. L'institution fut fondée en 1870 et ouvrit en 1876, après avoir emprunté une grosse partie des collections du Boston Athenæum. Le musée a emménagé dans ses locaux actuels de Huntington Avenue en 1909.
- La bibliothèque publique de Boston est une bibliothèque municipale fondée en 1848. Ses collections comprennent 14,9 millions de livres, 600 000 photographies, des dessins de Rembrandt, Dürer, Rowlandson, Goya, Daumier, Toulouse-Lautrec et 350 000 cartes anciennes. Elle abrite aussi un million de manuscrits.
- Old South Church également appelée New Old South Church fut construite en 1873 sur un polder de Back Bay. Son adresse est 645 Boylston Street sur Copley Square. Son bâtiment actuel a été conçu dans le style néogothique par Charles Amos Cummings et Willard T. Sears et amplifié par les architectes Allen & Collens de 1935 à 1937.
- Le 200 Clarendon Street (anciennement John Hancock Tower) construit en 1976 sur les plans de l'architecte sino-américain Ieoh Ming Pei. La tour accueille les bureaux de la compagnie John Hancock Financial et comporte 60 étages. Avec ses 241 mètres de hauteur, le building est le plus haut de Boston.

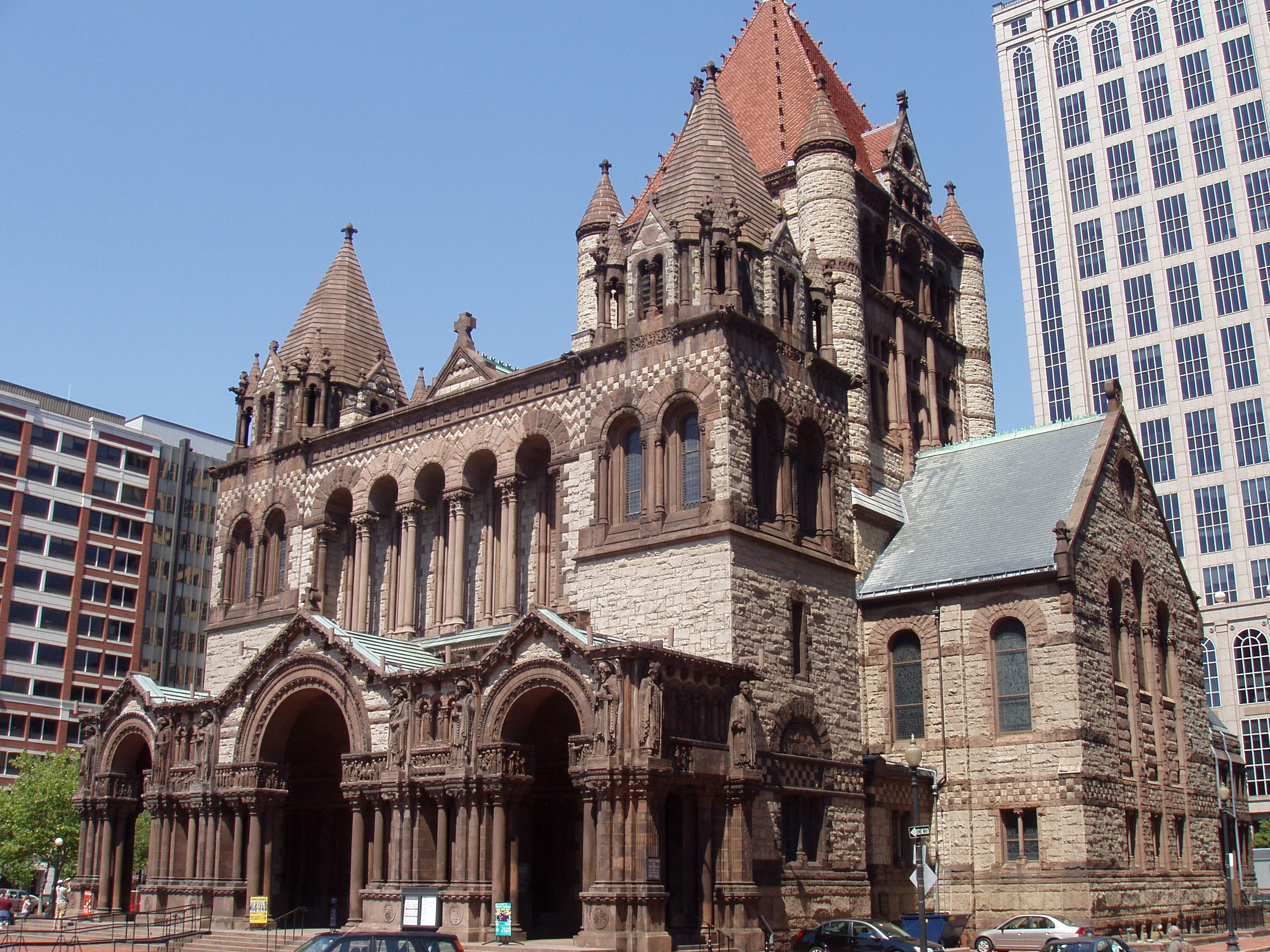
Trinity Church.
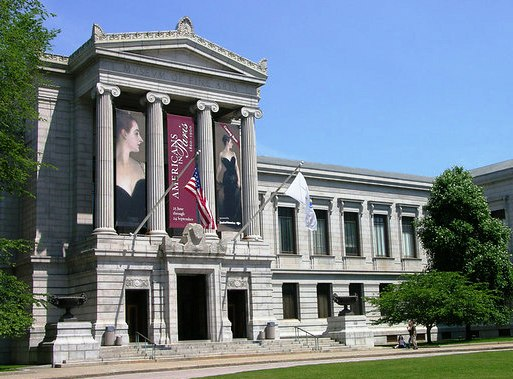
Musée des beaux-arts de Boston.
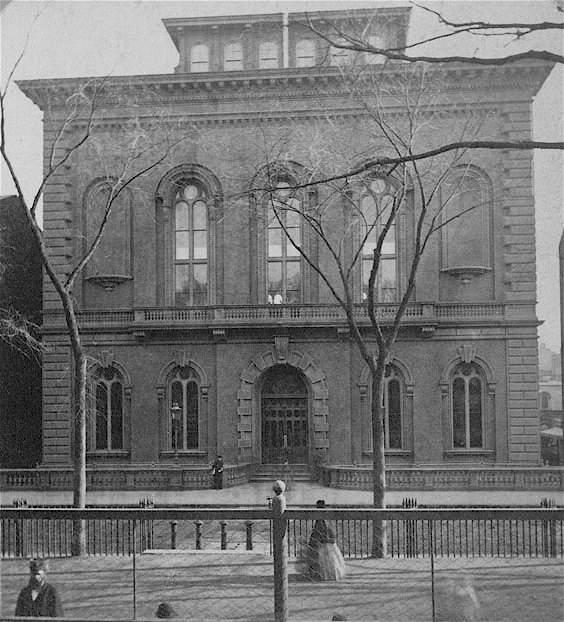
Façade de la bibliothèque publique de Boston sur Boylston Street.
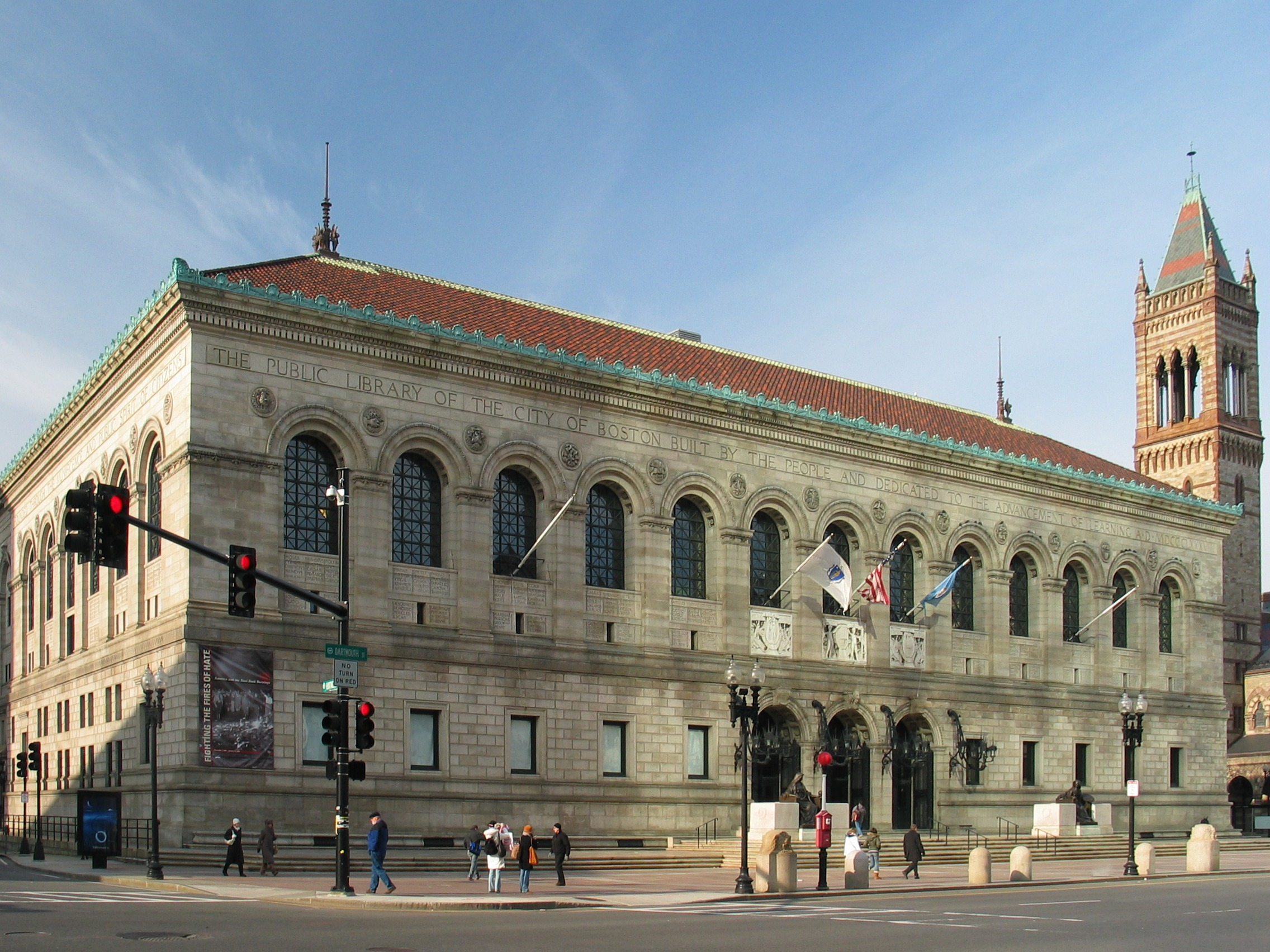
Bibliothèque publique de Boston sur Copley Square.
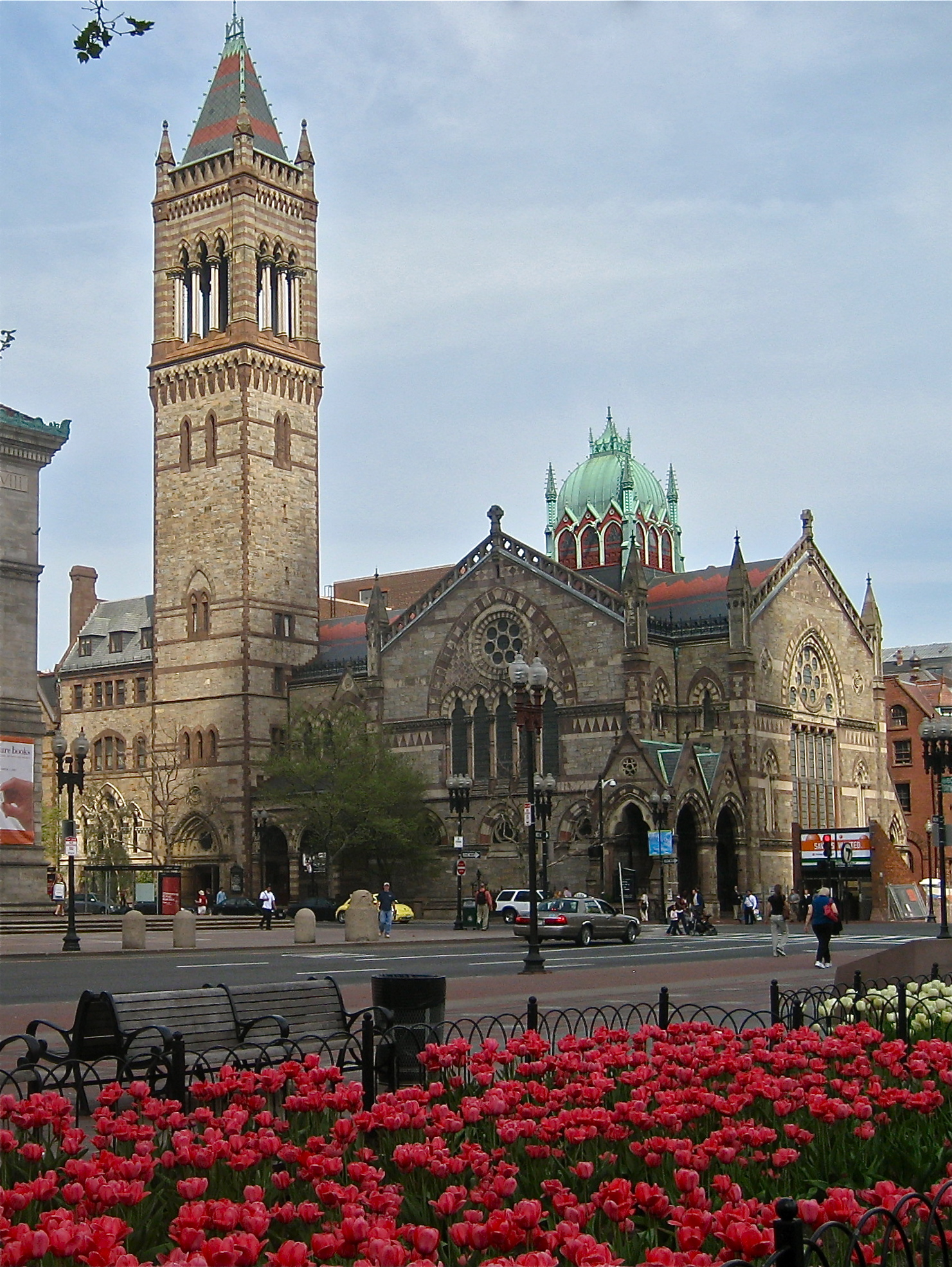
Old South Church.
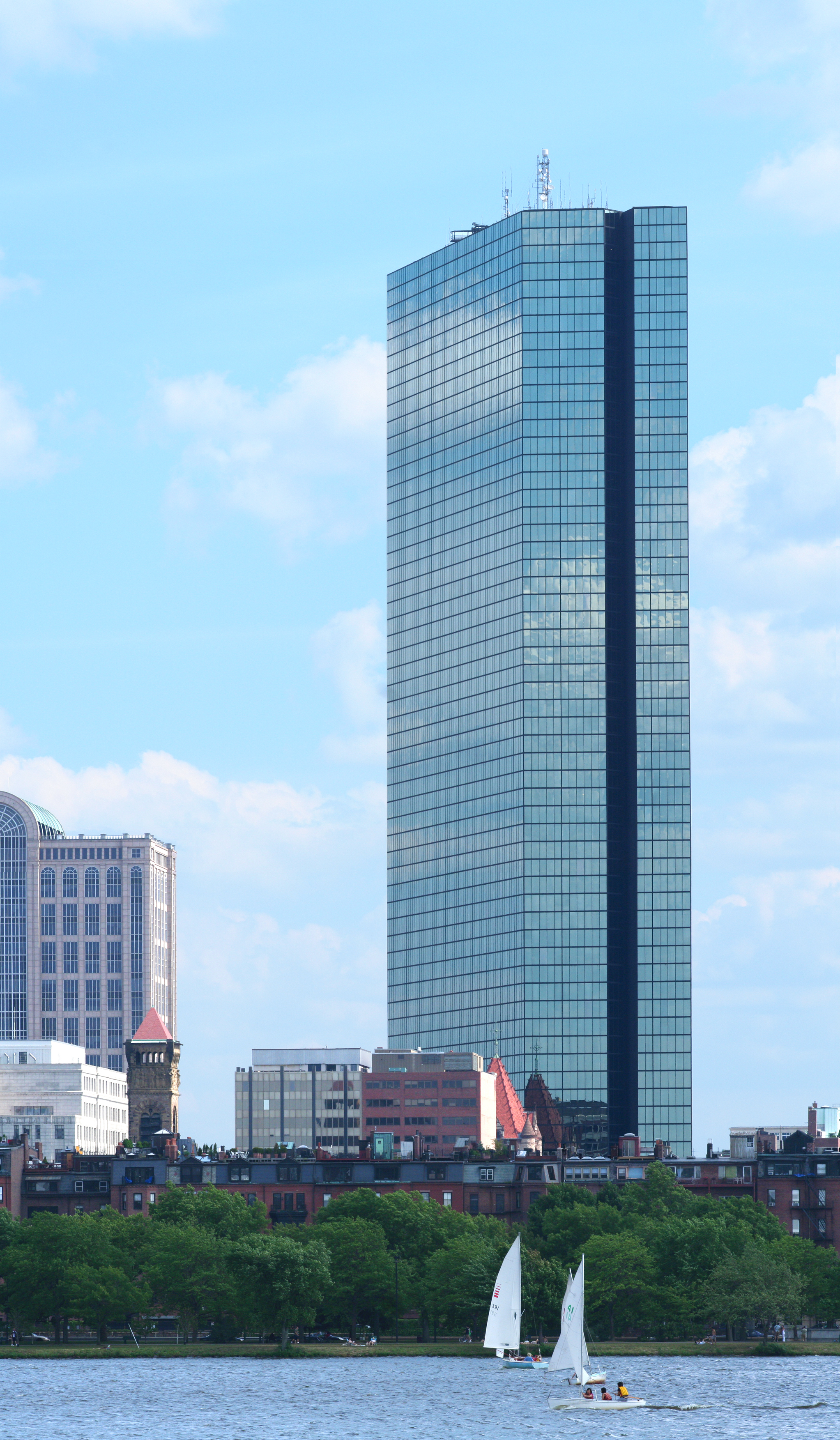
Le 200 Clarendon Street.

## Institutions culturelles et éducatives
D'autres institutions culturelles et éducatives de premier plan dans le quartier de Back Bay comprennent :
- Le Berklee College of Music composé d'un mélange de très vieux bâtiments et d'autres très récents ;
- Le Boston Architectural College, sur Boylston Street ;
- Le New-England College de l'optométrie, la plus ancienne école d'optométrie aux États-Unis, situé sur Beacon Street ;
- La New England Historic Genealogical Society, plus grande et plus ancienne société généalogique des États-Unis, fondée en 1845 dont les archives et le centre de recherche sont situés 99 Newbury Street ;
- L'Institut Goethe de Boston, sur Newbury Street ;
- L'Alliance française de Boston, sur Marlborough Street[7].

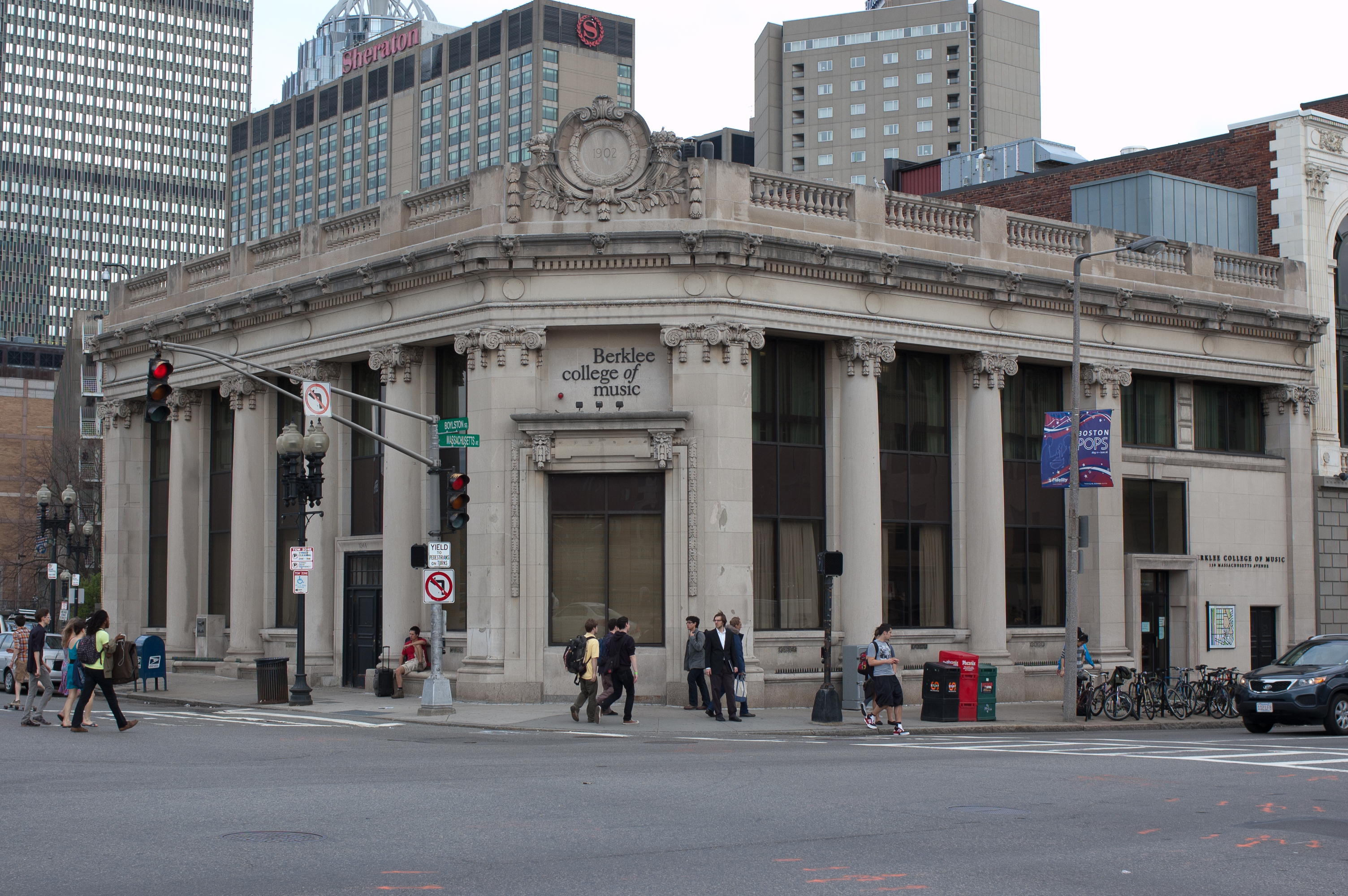
Berklee College of Music.
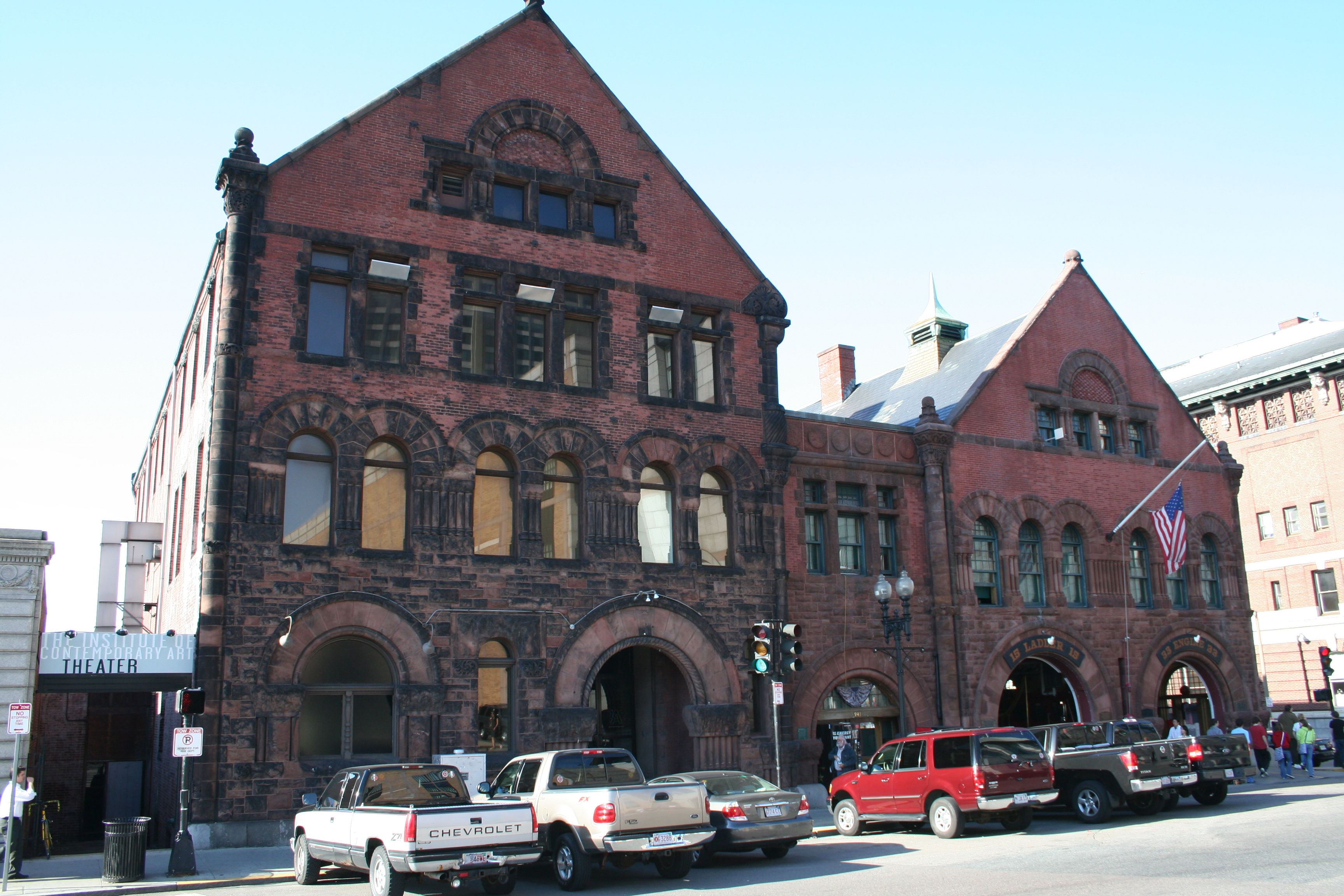
Boston Architectural College.
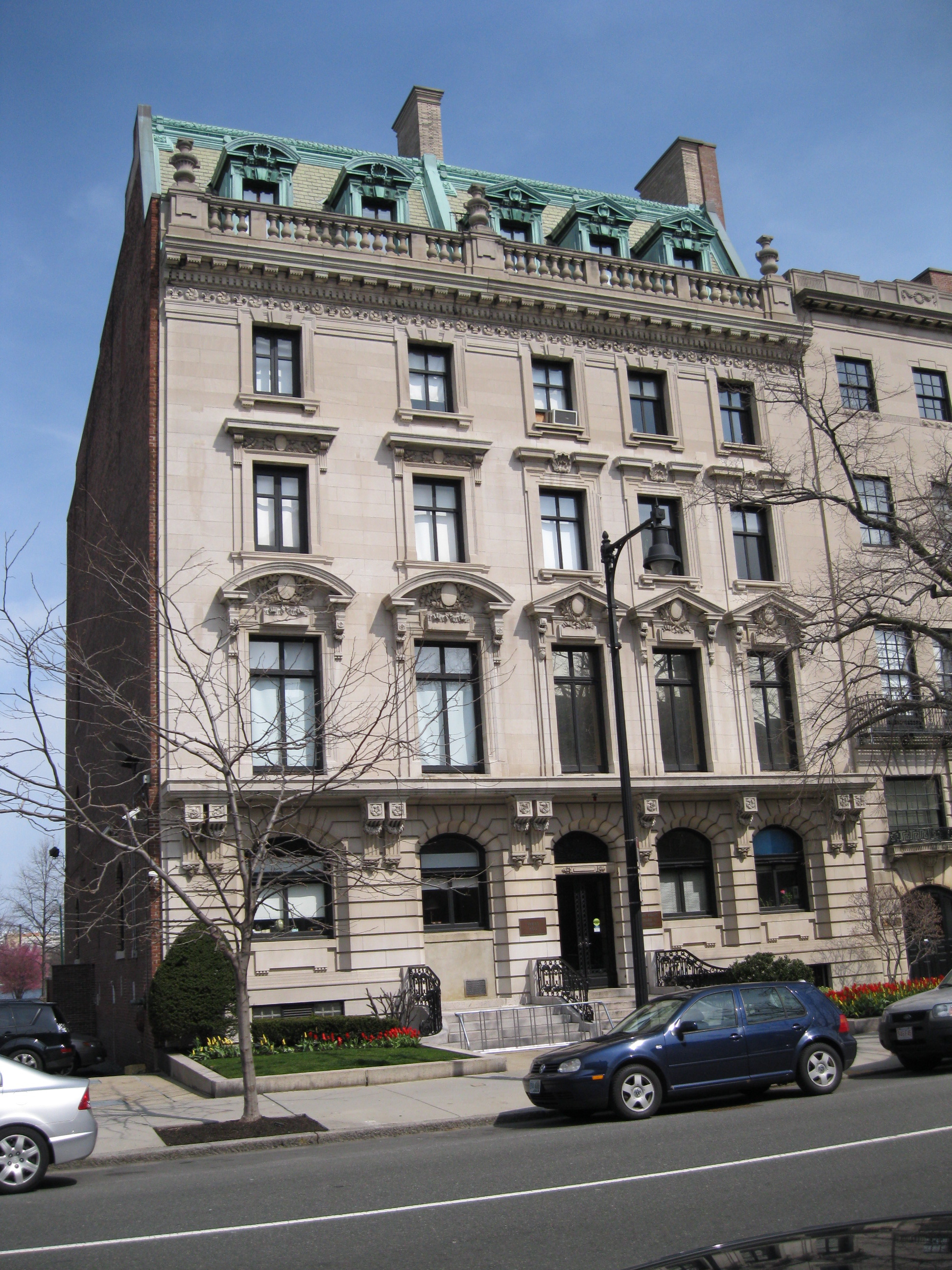
New England College of Optometry.

## Transport
Back Bay est desservi par la ligne verte du métro de Boston aux stations Arlington, Copley, Hynes Convention Center et Prudential et la ligne orange du métro de Boston à Back Bay Station (en connexion avec la MBTA Commuter Rail et le réseau Amtrak).

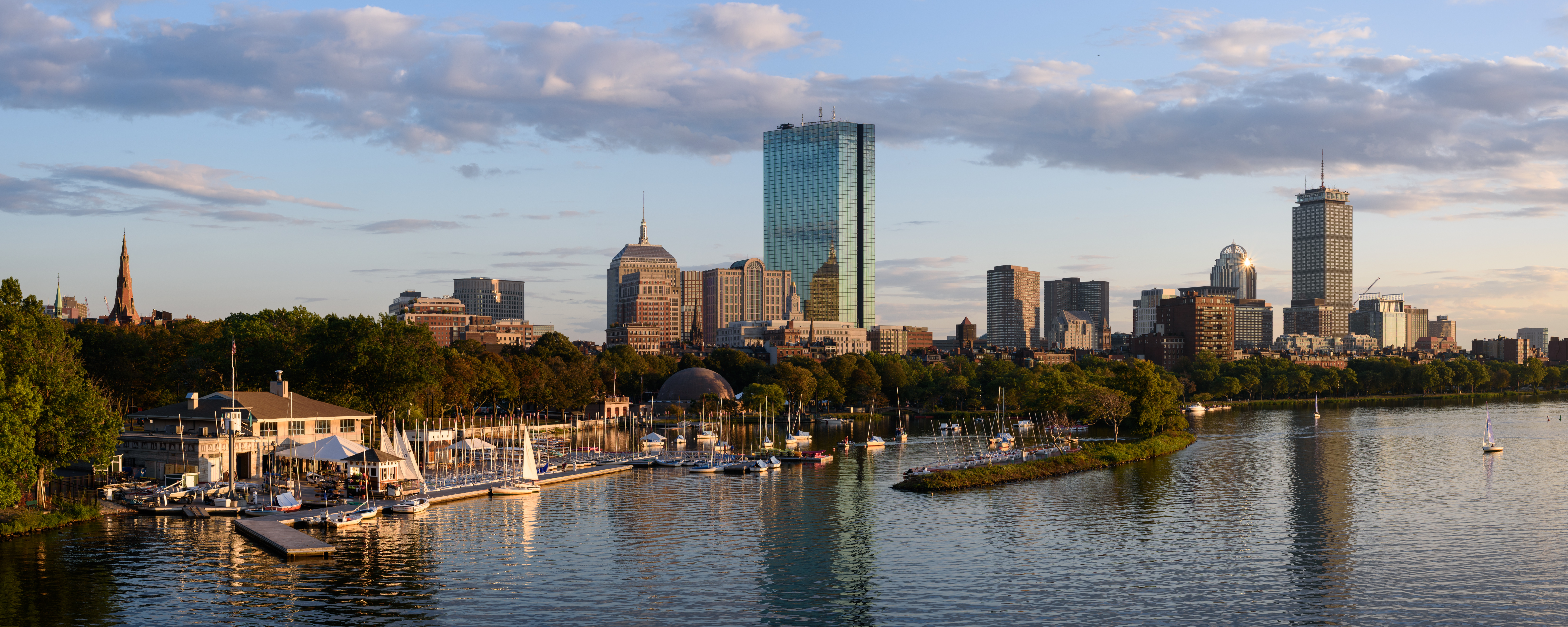
Panorama surBack Bay depuis le Longfellow Bridge. Septembre 2017.

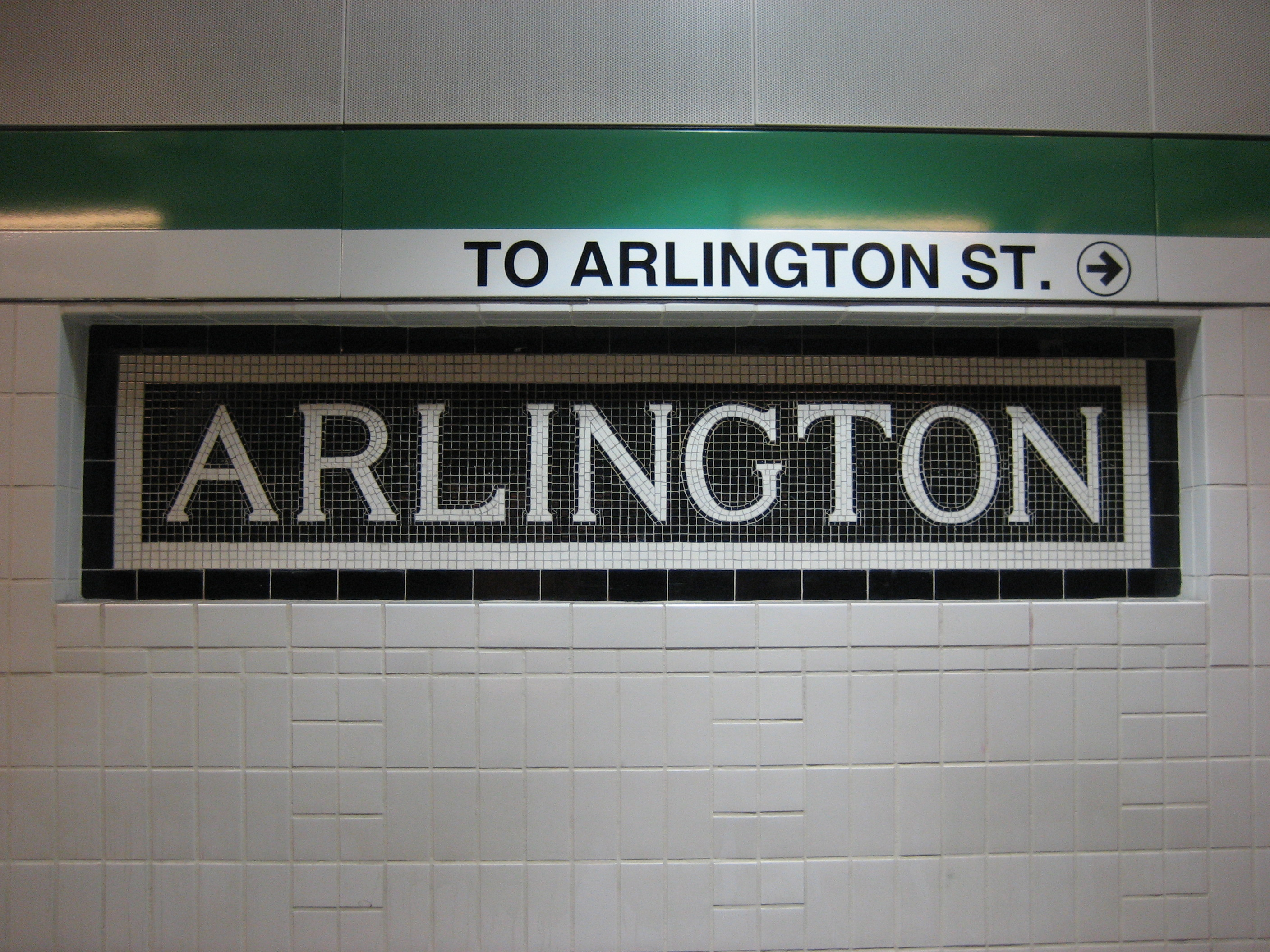
Signalisation à la station Arlington.
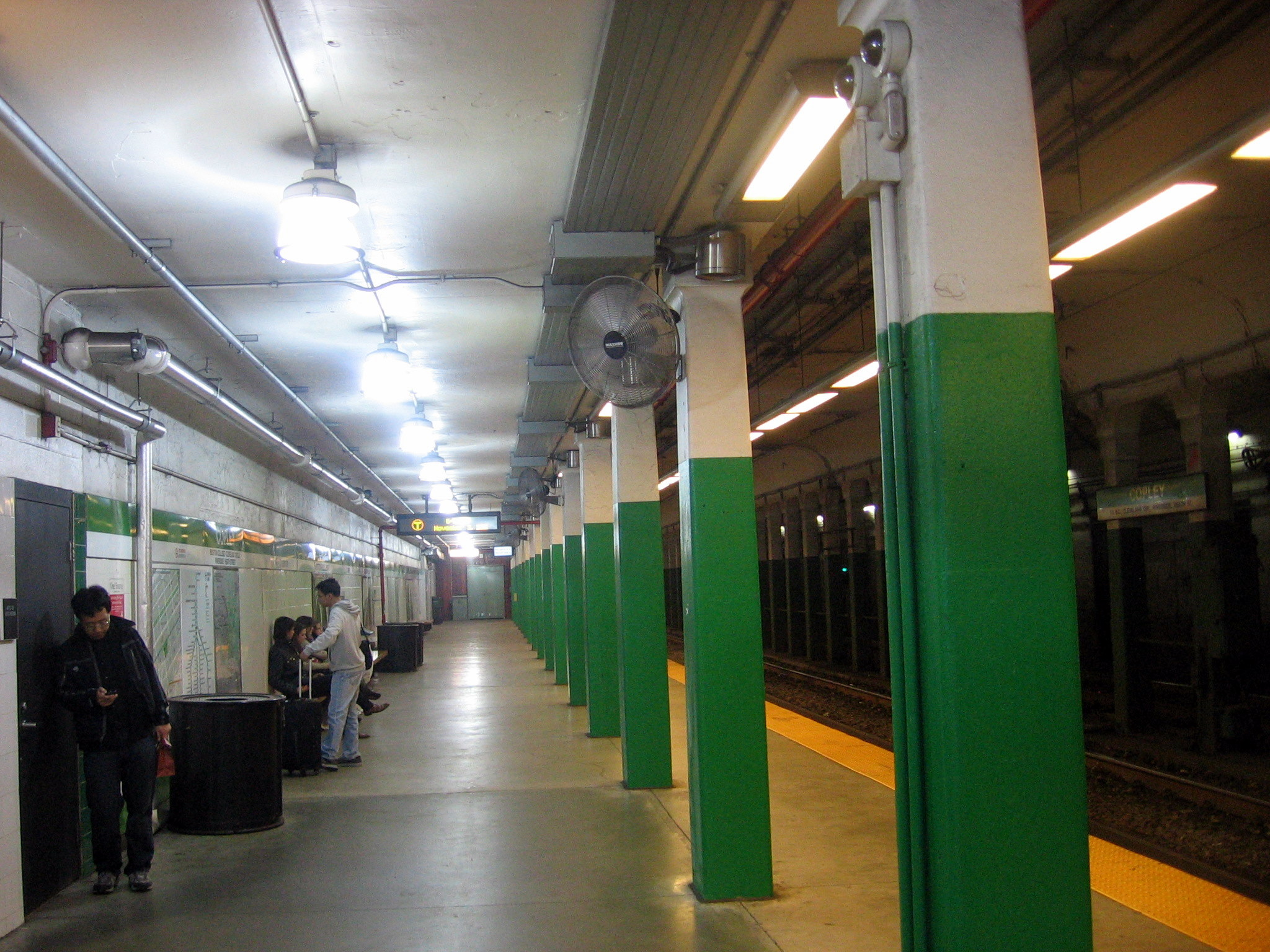
Quai à Copley.
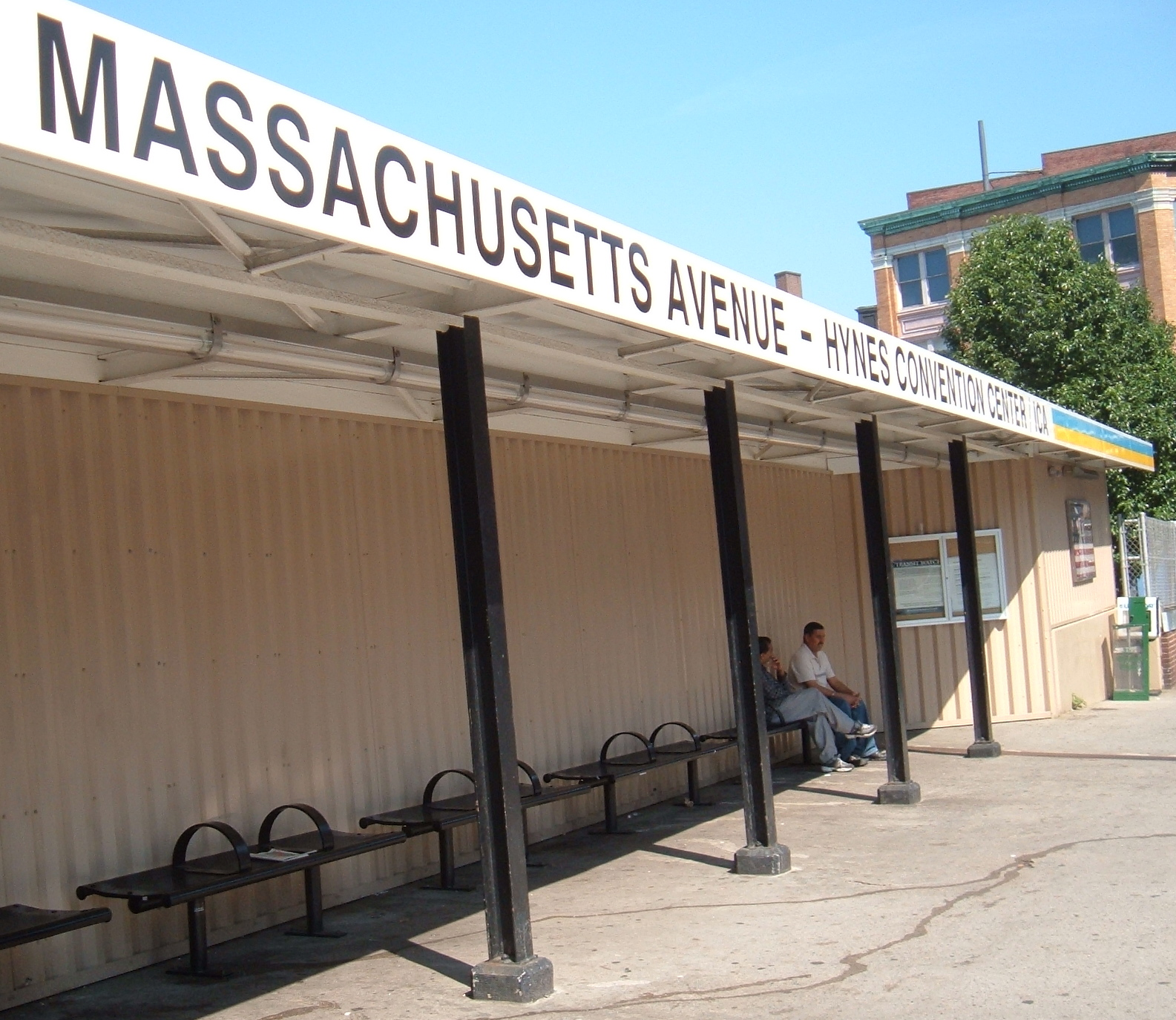
Arrêt de bus à la station Hynes Convention Center.
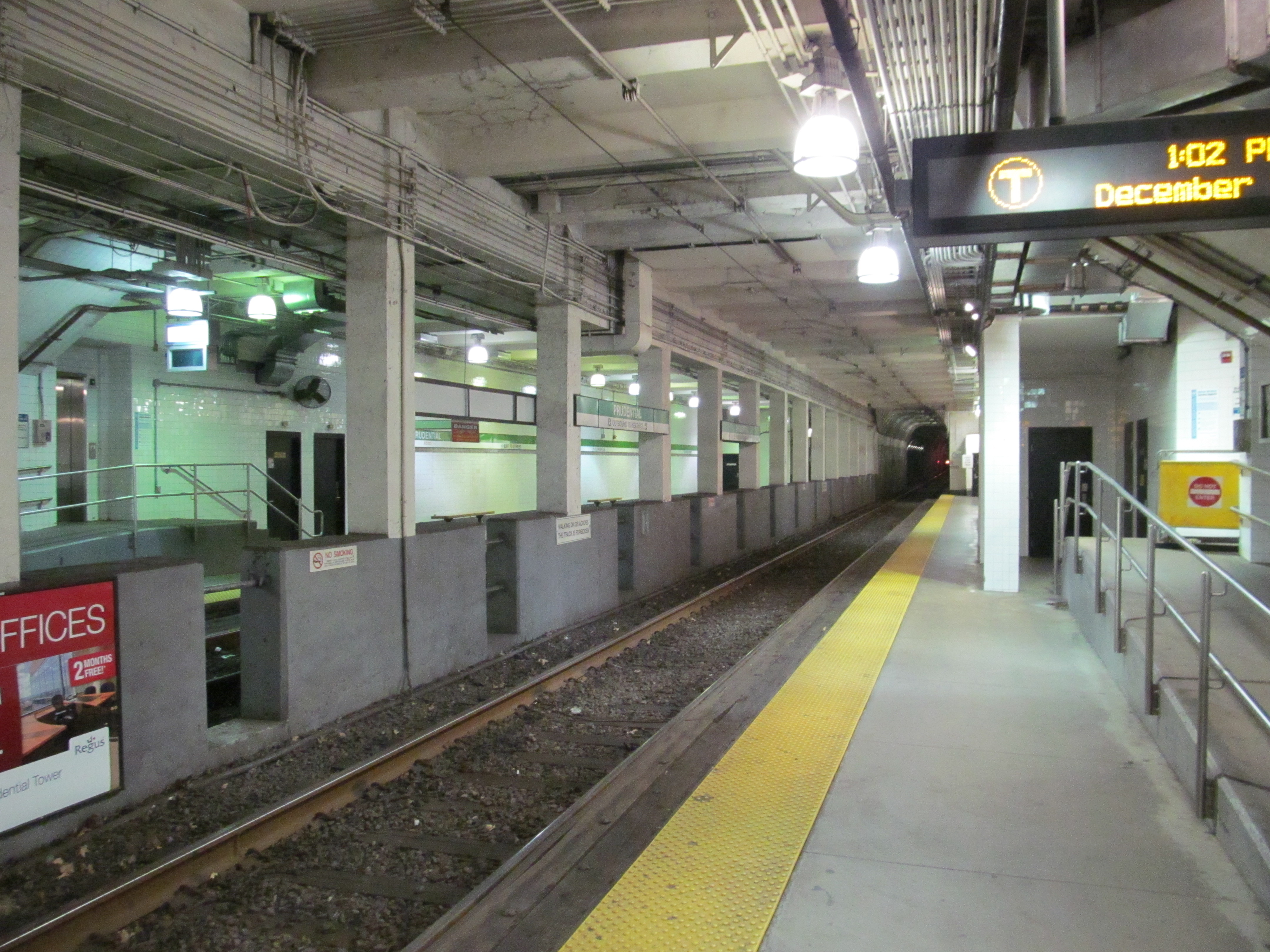
Quai à Prudential.
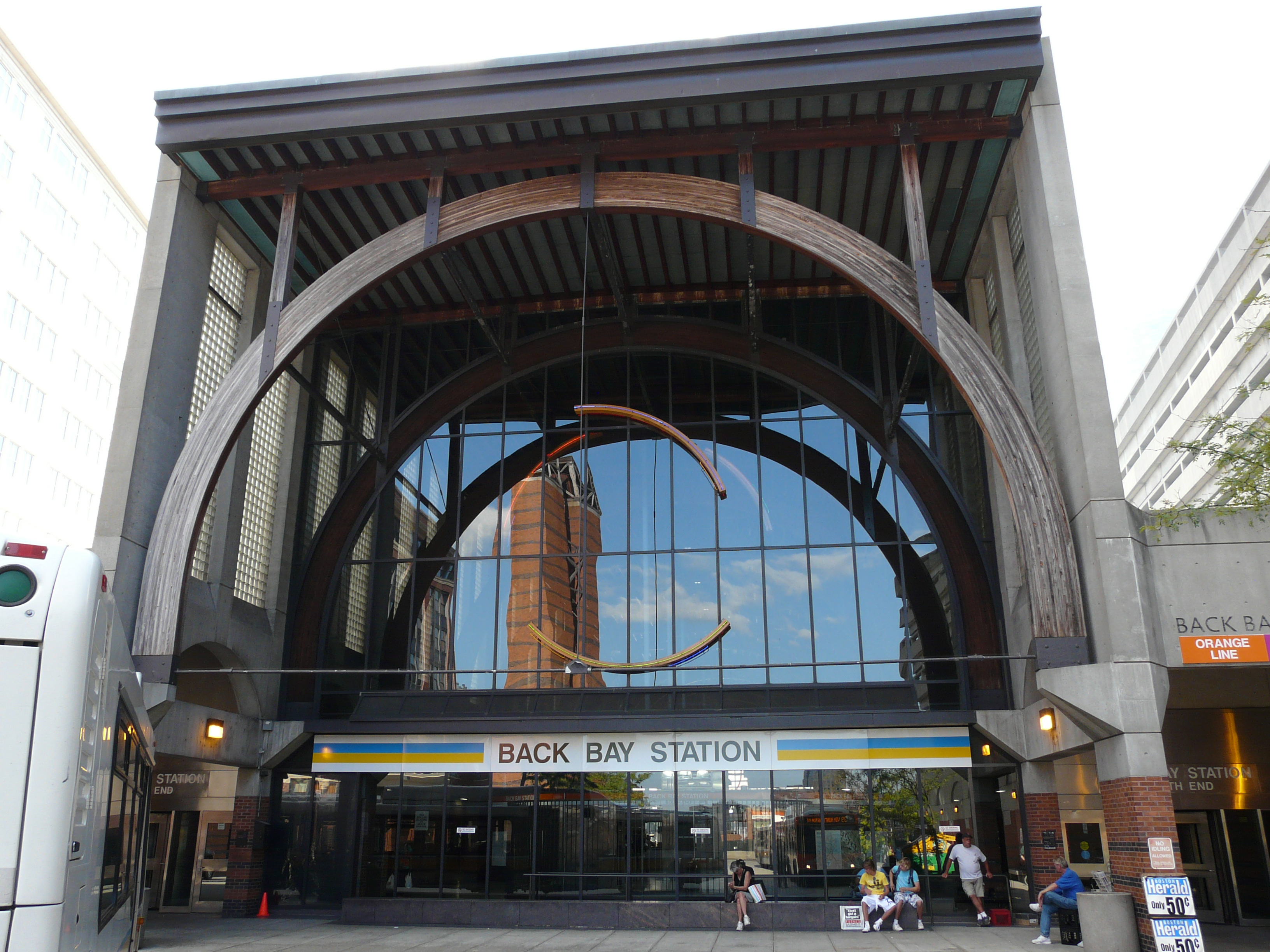
Back Bay Station.

## Pour approfondir